# Harriet Ohlsson
Harriet Ohlsson (* 1978 in Göteborg) ist eine schwedische Singer-Songwriter-Künstlerin. Sie war Gründungsmitglied und bis 2009 Stimme der schwedischen Pop-Band Hellsongs. Harriet Ohlsson lebt hauptsächlich in Göteborg.

## Künstlerische Stationen
Harriet Ohlsson wuchs in Göteborg auf. 1992 versuchte sie sich am Theater, lernte Oboe, Flöte, Kontrabass und ihr Hauptinstrument Saxophon.
Für einige Jahre tourte sie mit der Klezmer-Band Chutzpah durch Schweden. Sie spielte in diversen Bands und begann schließlich ein Studium der Musik an der Musikakademie in Göteborg, mit dem Schwerpunkt Balkan-Musik. Neben dem Studium entdeckte sie ihre Leidenschaft für Gesang.
2004 gründete sie mit Johan Bringhed und Kalle Karlsson die Band Hellsongs, die ausschließlich Jazz- und Pop-Coverversionen von Metal-Songs spielt. Parallel sang sie in dem Projekt Harriet and the Harbringers in Göteborg. Mit Hellsongs tourte sie etwa auch in Deutschland.
Im Frühling 2005 gründete sie das Quartet Harriet and the Harbringers als Sideprojekt. Die Gruppe aus Göteborg spielt hauptsächlich Singer-Songwriter-Stücke, langsameren Tempos und meist akustisch. 
Nachdem sie 2009 bei Hellsongs ausstieg, startete sie ein eigenes Soloprojekt. Ihr Debütalbum Arena Rock war für April 2010 angesagt, erschien jedoch erst im August 2010 in Schweden. Sie schrieb alle Songs für dieses Album selbst, bis auf Now That We Found Love, ein Cover von The O’Jays. Für Arena Rock spielte sie alle Instrumente (Piano, Synthesizer, Akkordeon, Harmonica, Saxophon, Percussion, etwas Gitarre und Ukulele) selbst ein. An dem Album arbeitete sie intensiv neun Monate. Das Album entstand an sehr unterschiedlichen Plätzen mit sehr unterschiedlichen Stimmungen: in Küchen, während des Kochens, nach dem Radfahren, in todtraurigen Stimmungen und fröhlichen Runden. Die Postproduktion und den Mix besorgte Petter Eriksson im Studio Singh in Göteborg. Der Name Arena Rock geht auf einen Gitarren-Effekt in der Musik-Software GarageBand zurück, mit der sie das Album einspielte.

## Diskografie

### Alben
Hellsongs
- 2006: Lounge 	2006
- 2008: Hymns in the Key of 666

Solo
- 2010: Rock Arena (Lovely Records)